# Mistrzostwa Polski w Badmintonie 1969
6. Mistrzostwa Polski w Badmintonie odbyły się w dniach 29–30 listopada 1969 roku we Włocławku.

## Klasyfikacja medalowa
| Konkurencja:            | Złoto                                                       | Srebro                                                  | Brąz                                                 |
| gra pojedyncza kobiet   | Teresa Masłowska (Warszawa)                                 | Wanda Wegner (Łódź)                                     | Maria Domańska (Kraków)                              |
| gra pojedyncza kobiet   | Teresa Masłowska (Warszawa)                                 | Wanda Wegner (Łódź)                                     | Irena Karolczak (Wrocław)                            |
| gra pojedyncza mężczyzn | Andrzej Domagała (Wrocław)                                  | Krzysztof Englander (Wrocław)                           | Zbigniew Smilgin (Szczecin)                          |
| gra pojedyncza mężczyzn | Andrzej Domagała (Wrocław)                                  | Krzysztof Englander (Wrocław)                           | Marek Danowski (Warszawa)                            |
| gra podwójna kobiet     |                                                             |                                                         |                                                      |
| gra podwójna mężczyzn   | Andrzej Domagała (Wrocław) Krzysztof Englander (Wrocław)    | Jan Makaruś (Szczecin) Zbigniew Smilgin (Szczecin)      | Marek Danowski (Warszawa) Rudolf Ogrodzki (Warszawa) |
| gra podwójna mężczyzn   | Andrzej Domagała (Wrocław) Krzysztof Englander (Wrocław)    | Jan Makaruś (Szczecin) Zbigniew Smilgin (Szczecin)      | Marian Belka (Bydgoszcz) Sylwester Malak (Bydgoszcz) |
| gra mieszana            | Bogusław Żołądkowski (Warszawa) Teresa Masłowska (Warszawa) | Krzysztof Englander (Wrocław) Irena Karolczak (Wrocław) | Jan Markuś (Szczecin) Jolanta Proch (Szczecin)       |
| gra mieszana            | Bogusław Żołądkowski (Warszawa) Teresa Masłowska (Warszawa) | Krzysztof Englander (Wrocław) Irena Karolczak (Wrocław) | Marian Belka (Bydgoszcz) Anna Wolska (Bydgoszcz)     |